# 滋賀郡
滋賀郡（日语：／ Shiga-gun）為過去位於日本滋賀縣西南部的郡，已於2006年3月20日因無所屬町村而消失。
在1879年實施郡區町村編制法時的轄區包括現在的大津市瀨田川以西的大部分區域，以及高島市南部的一小部分地區。

## 歷史
過去在令制國時代屬於近江國，667年天智天皇在繼位前遷都至此，建立大津宮及大津京，本地自此開始曾有五年的期間成為日本的政治中心。
8世紀末，僧人最澄在滋賀郡北部的比叡山建立延暦寺，開創日本的天台宗，在10世紀後延暦寺逐漸發展出自己的武裝力量，擁有大量的「僧兵」，甚至可以與貴族及武士抗衡，後來也在戰國時期中成為一股獨立的勢力；但由於鄰近京都，也因此比叡山曾先後遭受足利義教、細川政元、織田信長的攻擊。12世紀末的源平合戰期間，也曾在此區域發生粟津之戰，源義仲也在此役中陣亡。
16世紀戰國時代末期，織田信長在1571年火燒比叡山後，將此地封給明智光秀，在郡內北部建立坂本城，一方面監控延曆寺，也藉此掌控琵琶湖水域的航運。在豐臣秀吉崛起後，坂本城曾先後交由杉原家次、淺野長政，1586年豐臣秀吉指示淺野長政在南方更靠近京都的大津新建大津城取代坂本城，此後大津城又先後封給增田長盛、新庄直頼、京極高次。
1600年關原之戰爆發前，京極高次站在德川家康一方而首當其衝讓大津城遭到西軍的攻擊，但也因此分散了西軍的兵力，間接的幫助德川家康在關原之戰中取勝。戰後德川家康改在較南方的瀨田川河口新建膳所城並設立膳所藩；而原先大津城的所在地由於為京都與琵琶湖水上交通的樞紐，在江戶時代成為幕府直屬的天領，並成為東海道五十三次其中的大津宿。
而南部的膳所藩由於緊鄰京都，又位於琵琶湖以水運連接京都、大阪的入口，在江戶時代都是由譜代大名負責此地，曾先後交由戶田一西、本多康俊、菅沼定芳負責，1651年後再度交由本多氏治理直到江戶時代結束。而滋賀郡北部區域在1698年後曾封給同是譜代大名的堀田氏並設立堅田藩，但在1826年堀田氏改封至下野國後，藩廳亦隨之移至下野國的佐野，因而也更名為佐野藩，因此滋賀郡的北部區域成為佐野藩的飛地領地。此外，滋賀郡內還有小部分區域分屬宮川藩、淀藩、狹山藩，也有屬於寺舍、公家、門跡的領地。
江戶時代幕府為管理此地的直屬領地，曾在此設置大津奉行，19世紀末明治維新後，日本新政府於1868年設立了大津裁判所取代大津奉行，兩個月後大津裁判所改設為大津縣，1871年實施廢藩置縣後，原本屬於各藩的區域改隸屬膳所縣、佐野縣、宮川縣、淀縣；不過僅四個月後的府縣整併中，將郡內全數區域併入大津縣，但一個月後又更名為滋賀縣。
1879年實施郡區町村編製法時，正式設置近代的行政區劃「滋賀郡」，並在大津橋本町（位於現在的大津市）設置郡役所。

### 沿革

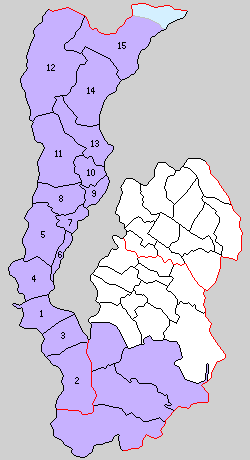
1889年滋賀郡轄下的行政區劃：
1.大津町、2.石山村、3.膳所村、4.滋賀村、5.坂本村、6.下阪本村、7.雄琴村、8.仰木村、9.堅田村、10.真野村、11.伊香立村、12.葛川村、13.和邇村、14.木戶村、15.小松村
（紫色：現屬大津市、水藍色：現屬高島市）

- 1889年4月1日：實施町村制，滋賀郡下設：大津町、石山村（日语：石山 (滋賀県)）、膳所村（日语：膳所町）、滋賀村（日语：滋賀村）、坂本村（日语：坂本村 (滋賀県)）、下阪本村（日语：下阪本村）、雄琴村（日语：雄琴村）、仰木村（日语：仰木町）、堅田村（日语：堅田町）、真野村（日语：真野村 (滋賀県)）、伊香立村（日语：伊香立村）、葛川村（日语：葛川村）、和邇村（日语：和邇村）、木戶村（日语：木戸村 (滋賀県)）、小松村（日语：小松村 (滋賀県)）。（1町14村）
- 1898年4月1日：實施郡制（日语：郡制），郡役所設於大津町。
- 1898年10月1日：大津町改制為大津市[2]，並脫離滋賀郡的管轄。（14村）
- 1901年7月20日：（2町12村）
  - 膳所村改制為膳所町（日语：膳所町）。
  - 堅田村改制為堅田町（日语：堅田町）。
- 1923年4月1日：廢除郡會和郡參事會。
- 1926年7月1日：廢除郡役所，此後郡不再作為行政區劃，只作為地名的表示。
- 1930年1月1日：石山村改制為石山町（日语：石山町）。（3町11村）
- 1932年5月10日：滋賀村被併入大津市。[2]（3町10村）
- 1933年4月1日：膳所町、石山町和大津市合併為新設立的大津市。[2]（1町10村）
- 1951年4月1日：坂本村、雄琴村、下阪本村被併入大津市。[2]（1町7村）
- 1955年4月1日：仰木村、堅田町、真野村、伊香立村、葛川村合併為新設立的堅田町（日语：堅田町）。（1町3村）
- 1955年10月1日：和邇村、木戶村、小松村合併為志賀町（日语：志賀町 (滋賀県)）。（2町）
- 1956年9月30日：志賀町的鵜川地區被併入高島郡高島町（日语：高島町 (滋賀県)）。
- 1967年4月1日：堅田町被併入大津市。[2]（1町）
- 2006年3月20日：志賀町被併入大津市[2]，同時滋賀郡因無所屬町村而消失。

### 變遷表
| 1889年4月1日 | 1889年 - 1912年            | 1912年 - 1944年            | 1912年 - 1944年            | 1945年 - 1954年            | 1955年 - 1989年            | 1955年 - 1989年            | 1989年 - 現在            | 現在   |
| ------------ | -------------------------- | -------------------------- | -------------------------- | -------------------------- | -------------------------- | -------------------------- | ------------------------ | ------ |
| 大津町       | 1898年10月1日 改制為大津市 | 1898年10月1日 改制為大津市 | 1933年4月1日 合併為大津市  | 1933年4月1日 合併為大津市  | 大津市                     | 大津市                     | 大津市                   | 大津市 |
| 滋賀村       | 滋賀村                     | 1932年5月10日 併入大津市   | 1933年4月1日 合併為大津市  | 1933年4月1日 合併為大津市  | 大津市                     | 大津市                     | 大津市                   | 大津市 |
| 石山村       | 石山村                     | 1930年1月1日 改制為石山町  | 1933年4月1日 合併為大津市  | 1933年4月1日 合併為大津市  | 大津市                     | 大津市                     | 大津市                   | 大津市 |
| 膳所村       | 1901年7月20日 改制為膳所町 | 1901年7月20日 改制為膳所町 | 1933年4月1日 合併為大津市  | 1933年4月1日 合併為大津市  | 大津市                     | 大津市                     | 大津市                   | 大津市 |
| 坂本村       | 坂本村                     | 坂本村                     | 坂本村                     | 1951年4月1日 併入大津市    | 大津市                     | 大津市                     | 大津市                   | 大津市 |
| 下阪本村     |                            |                            |                            | 1951年4月1日 併入大津市    | 大津市                     | 大津市                     | 大津市                   | 大津市 |
| 雄琴村       |                            |                            |                            | 1951年4月1日 併入大津市    | 大津市                     | 大津市                     | 大津市                   | 大津市 |
| 仰木村       | 仰木村                     | 仰木村                     | 仰木村                     | 仰木村                     | 1955年4月1日 合併為堅田町  | 1967年4月1日 併入大津市    | 大津市                   | 大津市 |
| 堅田村       | 1901年7月20日 改制為堅田町 | 1901年7月20日 改制為堅田町 | 1901年7月20日 改制為堅田町 | 1901年7月20日 改制為堅田町 | 1955年4月1日 合併為堅田町  | 1967年4月1日 併入大津市    | 大津市                   | 大津市 |
| 真野村       |                            |                            |                            |                            | 1955年4月1日 合併為堅田町  | 1967年4月1日 併入大津市    | 大津市                   | 大津市 |
| 伊香立村     |                            |                            |                            |                            | 1955年4月1日 合併為堅田町  | 1967年4月1日 併入大津市    | 大津市                   | 大津市 |
| 葛川村       |                            |                            |                            |                            | 1955年4月1日 合併為堅田町  | 1967年4月1日 併入大津市    | 大津市                   | 大津市 |
| 和邇村       | 和邇村                     | 和邇村                     | 和邇村                     | 和邇村                     | 1955年10月1日 合併為志賀町 | 1955年10月1日 合併為志賀町 | 2006年3月20日 併入大津市 | 大津市 |
| 木戶村       |                            |                            |                            |                            | 1955年10月1日 合併為志賀町 | 1955年10月1日 合併為志賀町 | 2006年3月20日 併入大津市 | 大津市 |
| 小松村       |                            |                            |                            |                            | 1955年10月1日 合併為志賀町 | 1955年10月1日 合併為志賀町 | 2006年3月20日 併入大津市 | 大津市 |